# 陈新 (1970年)
陈新（1970年9月—），男，河北易县人，中华人民共和国政治人物。在职研究生学历。

## 生平
1986年10月参加工作，1989年3月加入中国共产党。曾任中共中央办公厅正处级秘书、正局级秘书、中共宁波市委副书记、政法委书记、宁波杭州湾新区管委会党工委书记。2012年3月任衢州市市长。2012年5月，任中共衢州市委书记。
2018年3月至2022年1月，任浙江省人民政府秘书长。2022年1月，提名为物产中大集团董事候选人。